# Afetividade

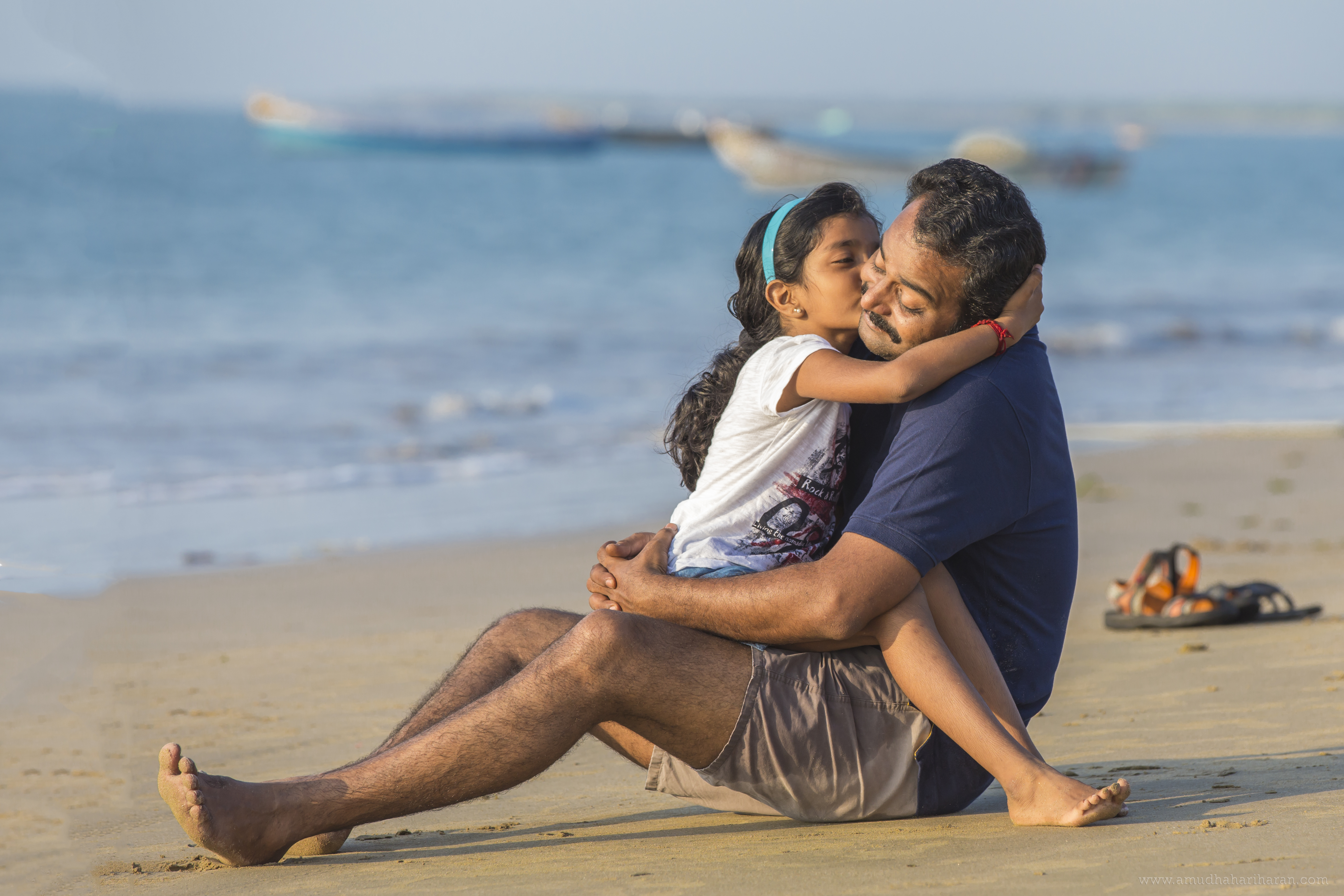
Filha demonstra seu afeto ao dar um beijo no rosto do pai

A afetividade ou afeição permite ao ser humano demonstrar os seus sentimentos e emoções a outro ser ou objetos. Pode também ser considerado o laço criado entre humanos, que, mesmo sem características sexuais, continua a ter uma parte de "amizade" mais aprofundada.
Em psicologia, o termo afetividade é utilizado para designar a suscetibilidade que o ser humano experimenta perante determinadas alterações que acontecem no mundo exterior ou em si próprio. Tem por constituinte fundamental um processo cambiante no âmbito das vivências do sujeito, em sua qualidade de experiências agradáveis ou desagradáveis.

## Etimologia
Latim afficere, afectum produzir impressão. Composto da partícula ad = em, para; e facere = fazer, operar, agir, produzir. (cfr. etimologia de afeto).
Latim affectus particípio passado do verbo afficere. Tocar, comover o espírito e, por extensão, unir, fixar (it. attaccare), também no sentido de "adoecer".
Afetividade, Afecção, do Latim afficere ad actio, onde o sujeito se fixa, onde o sujeito se liga.

## Significado
Afeição (vinda de afeto), é representado por um apego a alguém ou a alguma coisa, gerando carinho, saudade (quando distantes), confiança e intimidade, o termo perfeito para amor entre duas pessoas. O afeto, é um dos sentimentos que mais gera autoestima entre pessoas (principalmente jovens e idosos), pois produz um hormônio que garante o bem-estar do corpo. Um conjunto de fenômenos psíquicos que se manifestam sob a forma de emoções, sentimentos e paixões, acompanhados sempre da impressão de dor ou prazer, de satisfação ou insatisfação, de agrado ou desagrado, de alegria ou tristeza.